# Xiaojiangkou
Xiaojiangkou är en ort i Kina. Den ligger i provinsen Hunan, i den södra delen av landet, omkring 250 kilometer väster om provinshuvudstaden Changsha.
Runt Xiaojiangkou är det ganska tätbefolkat, med 248 invånare per kvadratkilometer. Närmaste större samhälle är Huangxikou, 18,9 km söder om Xiaojiangkou. I omgivningarna runt Xiaojiangkou växer huvudsakligen savannskog.
Genomsnittlig årsnederbörd är 1 960 millimeter. Den regnigaste månaden är maj, med i genomsnitt 337 mm nederbörd, och den torraste är december, med 48 mm nederbörd.